# Величковка (Черниговская область)
Величковка (укр. Величківка) — село в Менском районе Черниговской области Украины. Расположено на реке Мена.
Население 787 человек. Занимает площадь 1,58 км².
Код КОАТУУ: 7423081801. Почтовый индекс: 15641. Телефонный код: +380 4644.
17 июля 2020 года в результате административно-территориальной реформы село в состав Менской городской общины Корюковского района Черниговской области.